# Тревизо (провинция)
Тревизо (на италиански: Provincia di Treviso) е провинция в Италия, в региона Венето.
Площта ѝ е 2477 км², а населението — около 887 000 души (2019). Провинцията включва 94 общини, административен център е град Тревизо.

## Административно деление
Провинцията се състои от 94 общини:
- Тревизо
- Азоло
- Алтиволе
- Аркаде
- Борсо дел Грапа
- Бреда ди Пиаве
- Валдобиадене
- Вацола
- Веделаго
- Видор
- Вилорба
- Виторио Венето
- Волпаго дел Монтело
- Гаярине
- Годега ди Сант'Урбано
- Горго ал Монтикано
- Джавера дел Монтело
- Дзенсон ди Пиаве
- Дзеро Бранко
- Истрана
- Кавазо дел Томба
- Каерано ди Сан Марко
- Казале сул Силе
- Казиер
- Капела Маджоре
- Карбонера
- Кастелкуко
- Кастело ди Годего
- Кастелфранко Венето
- Киарано
- Кодоне
- Коле Умберто
- Конеляно
- Кординяно
- Корнуда
- Крочета дел Монтело
- Куинто ди Тревизо
- Лория
- Мазер
- Мазерада сул Пиаве
- Мансуе
- Марено ди Пиаве
- Медуна ди Ливенца
- Миане
- Моляно Венето
- Монастиер ди Тревизо
- Монтебелуна
- Монфумо
- Моргано
- Мориаго дела Баталя
- Мота ди Ливенца
- Нервеза дела Баталя
- Одерцо
- Ормеле
- Орсаго
- Паезе
- Педероба
- Пиеве дел Грапа
- Пиеве ди Солиго
- Повеляно
- Понте ди Пиаве
- Понцано Венето
- Портобуфоле́
- Посаньо
- Преганциол
- Ревине Лаго
- Резана
- Рефронтоло
- Риезе Пио X
- Ронкаде
- Салгареда
- Сан Биаджо ди Калалта
- Сан Вендемиано
- Сан Дзеноне дели Едзелини
- Сан Пиетро ди Фелето
- Сан Поло ди Пиаве
- Сан Фиор
- Санта Лучия ди Пиаве
- Сармеде
- Сегузино
- Серналя дела Баталя
- Силеа
- Спрезиано
- Сузегана
- Тарцо
- Тревиняно
- Фара ди Солиго
- Фолина
- Фонтанеле
- Фонте
- Фрегона
- Чесалто
- Чизон ди Валмарино
- Чимадолмо